# Annandag påsk
Annandag påsk är inom kristendom dagen efter påskdagen. Enligt den kristna berättelsen var det dagen då Jesus, efter att ha blivit levande igen, uppenbarade sig för lärjungarna.
Fram till 1700-talet fanns även helgdagarna tredjedag påsk och fjärdedag påsk i Sverige.
Åtminstone vid Sveriges västkust var det vanligt att främst unga flickor klädde ut sig till brud med krans, krona och slöja. Därefter tågade flickorna genom byn och fick gåvor.

## Svenska kyrkan

### Texter
Söndagens tema enligt 2003 års evangeliebok är Möte med den uppståndne. De bibeltexter som används för att belysa dagens tema är:
| Första årgången                                                       | Andra årgången                                                         | Tredje årgången                                                         | Psaltarpsalm      |
| Hesekiel 37:1-10 Apostlagärningarna 10:34-43 Lukasevangeliet 24:13-35 | Femte Moseboken 18:15-18 Kolosserbrevet 3:1-4 Lukasevangeliet 24:36-49 | Jeremia 31:9-13 Första Petrusbrevet 1:18-23 Johannesevangeliet 20:19-23 | Psaltaren 16:6–11 |

## Officiell helgdag
Annandag påsk är officiell helgdag i följande områden:

- Albanien
- Amerikanska Jungfruöarna
- Andorra
- Anguilla
- Antigua och Barbuda
- Aruba
- Australien
- Bahamas
- Barbados
- Belgien
- Belize
- Benin
- Botswana
- Brittiska Jungfruöarna
- Bulgarien (Julianska kalendern)
- Burkina Faso
- Caymanöarna
- Centralafrikanska republiken
- Cooköarna
- Cypern (Julianska kalendern)
- Danmark
- Dominica
- Egypten (som Sham El Nessim)
- Ekvatorialguinea
- Elfenbenskusten
- Fiji
- Finland
- Frankrike
- Franska Guyana
- Färöarna
- Gabon
- Gambia
- Georgien
- Ghana
- Gibraltar
- Grekland (Julianska kalendern)
- Grenada
- Grönland
- Guadeloupe
- Guatemala
- Guinea
- Guyana
- Haiti
- Hongkong
- Republiken Irland
- Island
- Isle of Man
- Italien
- Jamaica
- Kamerun
- Kanada (allmän helgdag i Québec, uppmärksammad av staten och oftast av stora företag, till exempel banker)
- Kap Verde
- Kenya
- Kiribati
- Kroatien
- Lesotho
- Lettland
- Libanon
- Liechtenstein
- Litauen
- Luxemburg
- Malawi
- Martinique
- Moldavien (Julianska kalendern)
- Monaco
- Montenegro (Julianska kalendern)
- Montserrat
- Namibia
- Nauru
- Nederländerna
- Nederländska Antillerna
- Nya Kaledonien
- Nya Zeeland
- Niger
- Nigeria
- Niue
- Norge
- Papua Nya Guinea
- Polen
- Rumänien (Julianska kalendern)
- Rwanda
- Saint Christopher och Nevis
- Saint Lucia
- Saint-Pierre och Miquelon
- Saint Vincent och Grenadinerna
- Salomonöarna
- Samoa
- Schweiz
- Senegal
- Serbien (Julianska kalendern)
- Seychellerna
- Slovakien
- Slovenien
- Spanien (i vissa autonoma regioner)
- Storbritannien (utom Skottland)
- Surinam
- Sverige
- Swaziland
- Sydafrika (Family Day)[5]
- Syrien
- Tanzania
- Tchad
- Tjeckien (Pomlázka)
- Trinidad & Tobago
- Turks och Caicosöarna
- Tuvalu
- Tyskland
- Uganda
- Ukraina
- Ungern
- Vanuatu
- Zambia
- Zimbabwe
- Österrike